# Shang Yue
Shang Yue (em chinês:  尚钺; pinyin: Shèng Yuè; Wade-Giles; Shang Yüeh; Xinyang, 1902 — Pequim, 6 de janeiro de 1982) foi um historiador econômico marxista chinês, autor e professor de História da Universidade Renmin da China. Antes de se tornar historiador, também escreveu ficção. Ele ensinou literatura a Kim Il-sung por um curto período na Yuwen Middle School, na Manchúria. Na China, ele é conhecido principalmente por seu trabalho sobre a ideia dos brotos do capitalismo: que o protocapitalismo e a luta de classes existiram no início da história chinesa. Seu expurgo em 1958 prenunciou a Revolução Cultural Chinesa, já que suas ideias sobre a história econômica chinesa entraram em conflito com as de Mao Tsé-Tung. Após seu expurgo, ele continuou a trabalhar com História, mas ficou fora do público até a morte de Mao em 1976. Seu trabalho também teve um efeito duradouro na historiografia nacionalista coreana.

## Carreira
Shang se matriculou no corpo docente da Universidade de Pequim em 1921 e deixou a instituição em 1926 sem se formar. Em 1928, Shang trabalhou na escola particular Yuwen Middle School como professor de literatura e chinês. Lá, ele ensinou literatura e estética ao então futuro líder norte-coreano Kim Il-sung por seis meses em 1928. Na época, Shang era membro do ramo manchu do Partido Comunista da China. Em sua autobiografia, Memórias: No Transcurso do Século, Kim diz que Shang o influenciou. Kim relembra Shang apresentando-o aos clássicos chineses, como O Sonho da Câmara Vermelha, e à literatura contemporânea de Lu Xun e Chen Duxiu, bem como à literatura russa, incluindo A Mãe e Inimigos de Gorky. Shang reforçou as opiniões de Kim sobre o nacionalismo camponês, possivelmente refletindo uma mudança de política no Partido Comunista Chinês após a segunda revolução chinesa (1925–1927). Shang também encorajou Kim a se tornar um escritor proletário, sempre enfatizando a missão social da literatura. A influência de Shang pode ser vista nos dramas políticos que Kim escreveu na década de 1930, como na ópera Mar de Sangue. Shang perdeu contato com Kim depois que ele foi preso pelos nacionalistas chineses. A filha de Shang mais tarde atestou que seu pai pensava em Kim como "diligente, fazendo boas perguntas dentro e fora da classe".
Até 1939, Shang trabalhou como editor em vários periódicos radicais. Shang Yue tornou-se professor da Universidade Renmin depois de 1949. Ele foi um dos historiadores da China continental que contribuiu para a ideia dos brotos do capitalismo, descrevendo características das economias do final da dinastia Ming e início da dinastia Qing. Seu trabalho foi publicado em dois volumes, intitulados Ensaios sobre o Debate sobre os Brotos do Capitalismo na China. Seu Esboço da História Chinesa (1954) tornou-se um livro didático amplamente utilizado.
A teoria do capitalismo de Shang Yue na China ganhou amplo apoio até pelo menos a Campanha Antidireitista de 1957. A teoria de Shang contradiz a ideia de Mao Tsé-Tung de que o capitalismo indígena na China não existia antes, mas que poderia eventualmente ter-se desenvolvido por conta própria na China. Shang foi expurgado em 1958. No entanto, mesmo no início dos anos 1960, um trabalho oficialmente aprovado pelo historiador Jian Bozan reiterou os argumentos de Shang. A influência de Shang finalmente diminuiu durante a Revolução Cultural, durante a qual ele sofreu. Ele continuou a escrever sobre a história, mas permaneceu fora do público até a morte de Mao em 1976.
Shang Yue viveu e trabalhou durante sua carreira em Jilin, Harbin, Xangai, Pequim, Hankou, Chongqing, Ningxia e Yan'an. De acordo com Kim Il-sung, ele já foi o secretário-chefe do Comitê Provincial do Partido da Manchúria. Antes de se tornar historiador, também escreveu ficção. Ele já foi famoso por sua coleção de contos Piratas Gigantes. O conto acontece em Xinyang, a cidade natal de Shang.

## Brotos do capitalismo

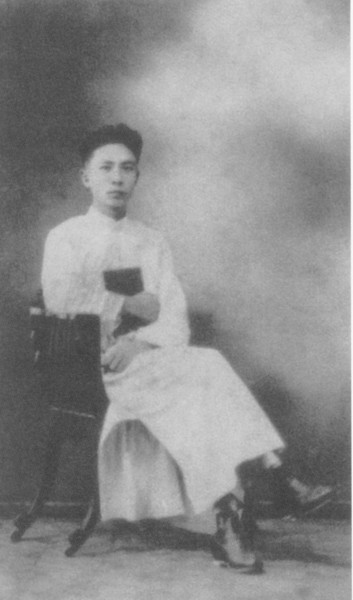
Shang Yue em 1920

O argumento central da ideia de Shang Yue sobre os brotos do capitalismo é que o protocapitalismo existiu no final da dinastia Ming e no início da China Qing do século 16 ao 17, como evidenciado por grandes quantidades de produtos de fábrica que entraram nos mercados metropolitanos. Ele pensava que uma grande quantidade de fábricas implicava a existência de classes proletárias e burguesas, e de uma economia mercantil. Para ele, a existência de uma classe burguesa era um pré-requisito para a formação da nação chinesa. Ele argumentou que o desenvolvimento tardio do capitalismo chinês foi causado tanto pelas conquistas mongóis como manchus da China.
A obra de Shang Yue foi parte dos esforços dos historiadores chineses para fazer a formação da China comunista parecer um resultado natural. Ele via o movimento Donglin como uma luta proletária no final da China Ming e, ao contrário dos sinologistas soviéticos, promoveu a ideia de que a nação chinesa tinha uma história de luta de classes muito mais desenvolvida do que as nações europeias da época. Ele deu à China um status histórico mais igual, ou até mais avançado, em comparação com a sociedade europeia da época.
No entanto, Mao Tsé-Tung argumentou que a China teria se desenvolvido em uma sociedade capitalista mesmo sem a influência imperialista estrangeira. Mao afirmou que as classes burguesas e proletárias não existiam antes das potências imperialistas começarem a afetar a China após a Guerra do ópio. Mao achava que para a China o imperialismo era uma ameaça ainda pior do que a classe burguesa. Liu Danian reclamou que a teoria de Shang Yue glorificava o comércio de ópio como uma força progressiva e degradava o governo Qing e seus súditos pela resistência ativa. Shang foi forçado a admitir no início de 1958 que havia produzido uma historiografia revisionista e foi expurgado no final daquele ano. Jungmin Seo argumenta que as reações à teoria de Shang mostram o medo dos historiadores chineses de que uma maior ênfase no protocapitalismo interno pudesse desviar demasiada atenção da influência do capitalismo estrangeiro que transformou a China num estatuto semicolonial ou semifeudal.
A Abertura econômica da China após a morte de Mao inicialmente renovou a teoria dos brotos do capitalismo. No entanto, os brotos do capitalismo são atualmente considerados na historiografia chinesa como não tendo sido uma fase distinta do desenvolvimento econômico. Os historiadores nacionalistas da Coreia do Norte e do Sul adotaram e desenvolveram a teoria dos brotos (MR: maenga) do capitalismo para minimizar a influência japonesa nas origens da industrialização coreana. Eles alegaram que o desenvolvimento industrial foi interrompido pela anexação da Coreia em 1910. Desde a década de 1980, os historiadores sul-coreanos negam amplamente a validade da teoria.